# Kimba, bijeli lav
Jungle Emperor (hrvatski: Car džungle; u originalu: ジャングル大帝 (Janguru Taitei)), na engleskom poznatiji kao Kimba the White Lion (na hrvatskom: Kimba, bijeli lavić) je manga iz '50-tih, te anime serijal iz '60-tih baziran na istoimenoj mangi autora Osamua Tezuke. Ovo je jedna od prvih značajnijih Tezukinih mangi, a ujedno je i prvi anime u boji. Izvorna manga je objavljena u japanskom mjesečniku za dječake "Manga Shōnen" od 1950. do 1954., a ista je u Japanu ponovo izdana nekoliko puta (od 2013. konačno i u dvojezičnom englesko-japanskom izdanju). Prve dvije sezone serijala te dugometražni film iz 1966. je producirala Tezukina kompanija Mushi Production, no pošto je ista bankrotirala 1973., za kasnija izdanja je Tezuka osnovao Tezuka Productions koja je i dan danas aktivna.
Priča je to o malom laviću Kimbi (u izvorniku Leo) čiji je otac Pandža (u izvorniku Panja, u engleskoj verziji Caesar), htio za sve životinje u džungli napraviti sigurno mjesto za život, ali je time ljutio stanovnike u obližnjim selima koji su jednog dana angažirali lovce što su namjestili stupicu za njega i ubili ga. Kimba je, nakon što je rođen na brodu koji je njegovu majku Elizu (u engleskoj verziji Snowene) trebao prevesti do jednog zoološkog vrta u Europi, pobjegao s broda (kasnije potopljenog u oluji), i otplivao natrag prema Africi, gdje je sreo svoje nove prijatelje, inače stare prijatelje njegovog oca.
Cijela Jungle Emperor franšiza do 2009. uključuje: mangu u tri knjižice odnosno u dvije knjige (ovisno o izdanju), tri sezone animea, četiri animirana filma, jedan TV-specijal i četiri soundtracka.
Bila su i dva pokušaja izrade videoigre, i to Taitov krajem '80-ih za Nintendo Famicom baziran na trećoj sezoni anime serijala, te Nintendov krajem '90-ih za Nintendo 64, ali oba projekta su nažalost otkazana. Ali Kimba se ipak pojavljuje u videoigrama, i to u igri Columns GB: Osamu Tezuka Characters za Game Boy Color (1990., samo za japansko trzište), u igri Astro Boy: Omega Factor za Game Boy Advance (2003.), te u igri Catch Catch of the Atom (2016.) za Android smartphoneove.
Za Disneyjev filmski hit Kralj lavova iz 1994. se sumnja da je plagijat Kimbe pošto ima puno podudarnosti i sličnosti s ovim anime serijalom (a cijeli projekt je navodno u početku zamišljen kao remake Kimbe), te su zbog toga nedugo nakon prikazivanja filma Kralj lavova u Japanu na kompanije Walt Disney i BVI poslana pisma s potpisima brojnih japanskih animatora. Prema Disneyju Kralj lavova je inspiriran biblijskim pričama o Josipu i Mojsiju, te Shakespeareovom tragedijom Hamlet.

## Televizijski serijal
Prva sezona anime serijala (1965. – 1966.) kroz 52 epizode prati odrastanje i pustolovine Kimbe i njegovih prijatelja kao kralja džungle koji pritom slijedi očeve ideje i ideale, dok druga sezona serijala (1966. – 1967.) kroz još 26 epizoda prati pustolovine Kimbe kao odraslog lava koji već ima i svoju obitelj. I premda izvorna manga ima tragičan završetak, druga sezona anime serijala završava sretno jer je kod nje sam Tezuka promijenio završetak i iznio svoju prvotnu viziju završetka u odnosu na završetak mange. Treća sezona serijala (1989. – 1990.) od također 52 epizode je "mračniji" i depresivniji remake prve sezone lišen topline istoga, te u njoj Kimba više nema osobine superjunaka kao u prve dvije sezone.
Prva sezona anime serijala je osim u Japanu s velikim uspjehom prikazana širom svijeta - u SAD-u, Australiji, na Bliskom Istoku i širom Europe, gdje je sinkroniziran i prikazan u mnogim zemljama (Španjolskoj, Francuskoj, Njemačkoj, Austriji, Italiji).

### Hrvatska sinkronizacija
U Hrvatskoj je cijeli serijal nažalost jako slabo dostupan - za prvu sezonu serijala je dostupan samo kanadski remake iz 1993. koji sadrži samo 26 epizoda i kojeg je pod nazivom "Kimba bijeli lavić" Zauder Film 1995. izdao na videokazeti te 2003. na DVDu (oba izdanja sadrže svega 9 epizoda), i te epizode su do sada tek nekoliko puta emitirane u Hrvatskoj, uglavnom na regionalnim i lokalnim TV postajama: ATV Split (2000.), GTV Zadar (2002.), TV Nova Pula (2000. – 2001.), NeT-Nezavisna Televizija (2000.). 
- Glasovi: Mirela Brekalo (Kimbina majka), Jasna Palić (Kimba), Andrea Zubčić, Mirna Privošan, Igor Mešin, Željko Duvnjak (Coco), Dubravko Sidor (pripovjedač), Otokar Levaj
- Režija: Otokar Levaj
- Tonska obrada: Alfa Film, Zagreb, 1995.

I druga sezona serijala je dostupna u Hrvatskoj, ali samo na videokazetama Continental Filma iz 1997. pod nazivom "Lav Leo", a i u ovom slučaju je izdano svega nekoliko epizoda.

## Filmovi
- 1966. Jungle Emperor Leo
- 1991. Symphonic Poem: Jungle Emperor Leo
- 1997. Jungle Emperor Leo
- 2009. Jungle Emperor: The Brave Can Change the Future (TV film)

## Specijali
- 2000. Jungle Emperor: Hon-o-ji (9-minutni specijal prikazan do 2010. isključivo u Tezuka Osamu Worldu na željezničkom kolodvoru u Kyotu)

## Vanjske poveznice
Službene stranice
- Tezuka Productions (engleska verzija)
- Kimba, the White Lion - The Official Site  Arhivirana inačica izvorne stranice od 29. listopada 2012. (Wayback Machine) (službena stranica vlasnika licence za SAD)
- Kimba - The White Lion (službena stranica vlasnika licence za Australiju)

Web stranice fanova
- Kimba W. Lion's Corner of the Web
- 70 godina Kimbe bijelog lava
- MaxV's limited info on the "Kimba/Simba Controversy"